# Zwarte stern
De zwarte stern (Chlidonias niger) is een vogel uit de familie van de meeuwen (Laridae). Het is een trekvogel die in Noord- en Midden-Amerika, het noorden van Zuid-Amerika, Eurazië en Afrika voorkomt. De wetenschappelijke naam van de soort werd in 1758 als Sterna nigra gepubliceerd door Carl Linnaeus.

## Ondersoorten
Er worden twee ondersoorten onderscheiden:
- C. n. niger: van Europa tot centraal Azië
- C. n. surinamensis: Canada en de noordelijke Verenigde Staten

## Veldkenmerken
Een volwassen exemplaar is 20 tot 25 centimeter groot, met een spanwijdte van 59 cm. Hij is ongeveer even lang als de dwergstern, maar oogt groter, omdat de dwergstern veel kortere vleugels heeft (spanwijdte 44 cm). Het lichaamsgewicht is 60 tot 75 gram. Beide geslachten hebben een gelijk verenkleed. In het voorjaar en de vroege zomer hebben zwarte sterns een roetzwarte kop en een geleidelijk naar grijs aflopend verenkleed op de borst. De vogel broedt in kolonies.

## Status
De zwarte stern heeft een enorm groot verspreidingsgebied en alleen al daardoor is de kans op uitsterven gering. De soort gaat wel in aantal achteruit, maar het tempo is wereldwijd minder dan 3,5% per jaar. Om deze redenen staat de vogel als niet bedreigd op de (internationale) Rode Lijst van de IUCN. De zwarte stern valt wel onder het AEWA-verdrag. Het aantal broedpopulaties in Europa is vanaf de tweede helft van de twintigste eeuw sterk achteruitgegaan.

### Status in Nederland en België
Rond 1900 was de zwarte stern een talrijke broedvogel in de laagveengebieden, langs de grote rivieren en op vennetjes van de zandgronden. Er waren naar schatting ten minste 10.000-20.000 paren. De trend was daarna steeds afnemend; vooral na 1950 ging dat hard. In 1975 waren er nog 2.000 tot 3.000 nesten. Volgens SOVON is de populatie sinds 1990 min of meer stabiel. Rond 2012 broedden er ongeveer 1400 paren in Nederland, maar in 2020 was dit aantal met 1150-1250 weer iets lager. De zwarte stern is in 2004 als bedreigd op de Nederlandse Rode Lijst gezet. De trek van veel zwarte sterns gaat via Nederland; de vogels zijn dan te vinden in meer open water. Aan de oevers van het IJsselmeer kunnen er soms duizenden tegelijk gezien worden.
De zwarte stern staat op de Vlaamse Rode Lijst als verdwenen uit Vlaanderen.

## Broedplaatsen in Nederland

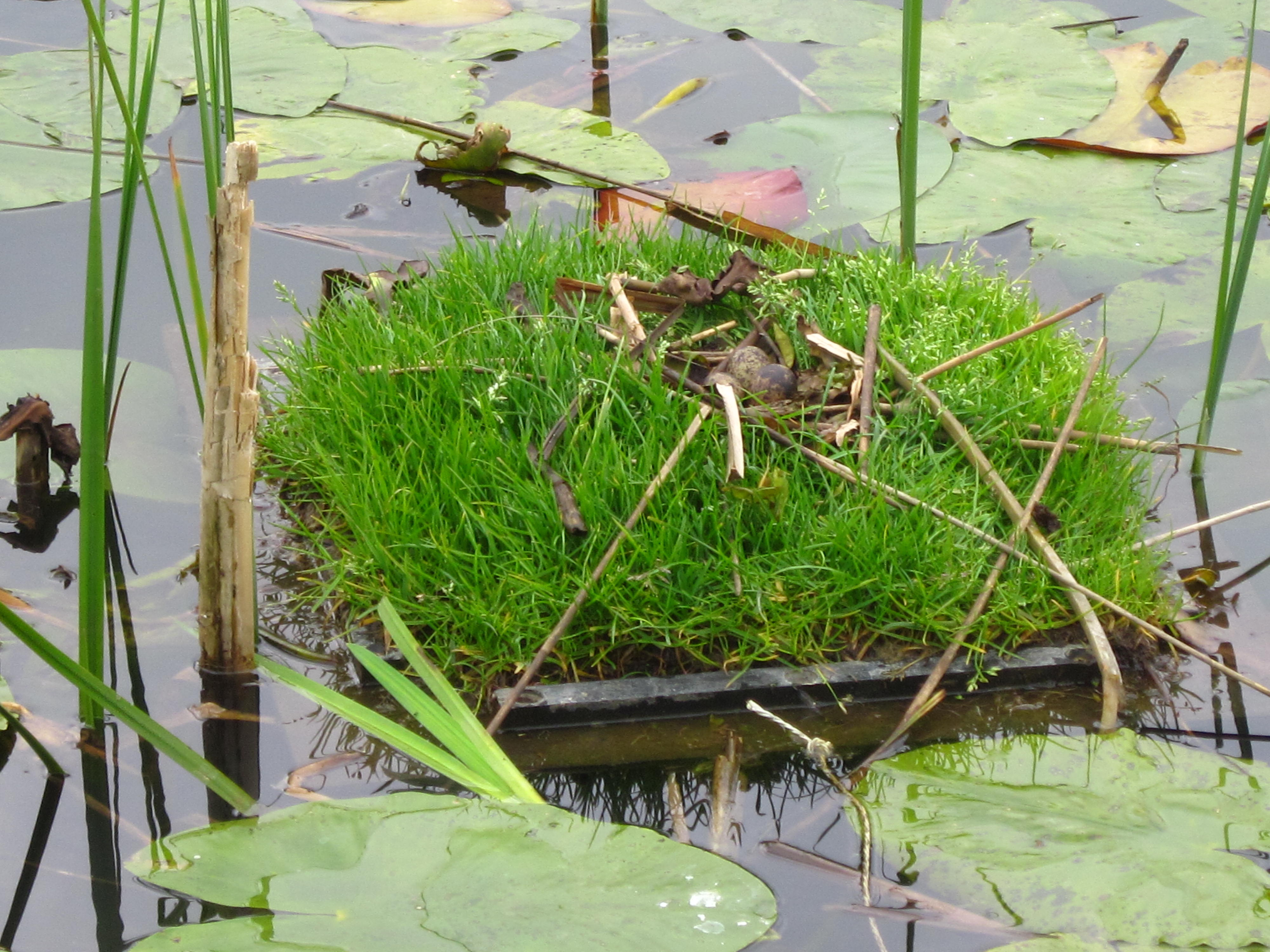
Nest met drie eieren op een vlotje

Een klein gedeelte van de zwarte sterns kiest voor West- of Noordoost-Nederland als broedgebied. Ze verschijnen rond 1 mei, nestelen jaarlijks op dezelfde plekken en gaan tegen half augustus alweer terug naar Afrika. De vogel heeft een voorkeur voor moerasachtige gebieden met ondiep water. Dichte vegetaties van de drijvende waterplanten zoals de krabbenscheer dienen als nestelgelegenheid. De nesten bestaan grotendeels uit afgestorven vegetatie en staan soms gedeeltelijk onder water. De aanwezigheid van voldoende voedsel in de vorm van insecten, larven en vis is essentieel voor het succesvol grootbrengen van de jongen. Omdat krabbenscheer door waterverontreiniging op veel plaatsen geheel verdwenen is, worden onder andere door Staatsbosbeheer, Natuurmonumenten en vrijwillige natuurbeschermers voor het broedseizoen begint nestvlotjes uitgezet. Deze met een grasplag bedekte alternatieve broedgelegenheid wordt door de vogel met graagte gebruikt. Krabbenscheer keert sinds het begin van de eenentwintigste eeuw op een aantal plaatsen terug dankzij verbetering van de waterkwaliteit.

## Video
- Baltsende, broedende en opgroeiende zwarte sterns